# Jessie Rogers
Pour les articles homonymes, voir Rogers.
Jessie Rogers (née le 8 août 1993) est une actrice pornographique brésilienne.
Après avoir quitté l'industrie pornographique, elle a dénoncé les abus qu'elle y a subis.
Elle a ensuite repris sa carrière en 2022.

## Biographie
Jessie Rogers est né à Goiânia , au Brésil . Elle a fréquenté le lycée El Camino dans le sud de San Francisco , en Californie , en 2008. Elle a fait du mannequinat grand public à New York avant sa carrière dans le cinéma pour adultes.
Elle fait ses débuts dans l'industrie du cinéma pour adultes quelques jours après son dix-huitième anniversaire en août 2011. En 2012, elle a subi une augmentation mammaire , la faisant passer d'un bonnet A à un bonnet D. Cette même année, elle incarne Emma Bunton dans une parodie de film pour adultes des Spice Girls .

## Filmographie sélective
- 2011 : Barely Legal 124
- 2011 : Jessie Rogers Massage
- 2012 : Big Wet Asses 21
- 2012 : Lesbian Hitchhiker 4
- 2013 : Ass Masterpiece 11
- 2013 : Too Much Anal
- 2014 : Lesbian Oil Massage
- 2014 : Molly's Life 25
- 2015 : Going Blonde
- 2015 : My Sister's Hot Friend 41
- 2016 : Chicas de Porno 1
- 2016 : Plenty to Please
- 2017 : Best Tits In The Biz
- 2018 : Let Me Blow You 3 (compilation)
- 2022 : ANAL ONLY Jessie Rogers cant get enough

## Distinctions
- 2012 : NightMoves Award Nommée pour le Best New Starlet
- 2013 : AVN Award Nommée pour le Best New Starlet
- 2013 : AVN Award Nommée pour le Best Star Showcase
- 2013 : XBIZ Award Nommée pour le Best New Starlets
- 2013 : XRCO Award Nommée pour le Coward Dream